# Haynes Economy Motors

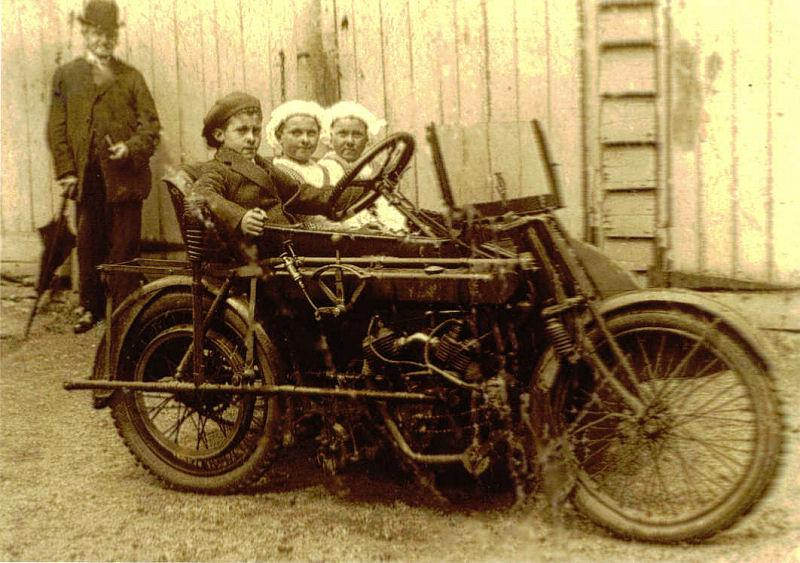
Seal-Dreirad

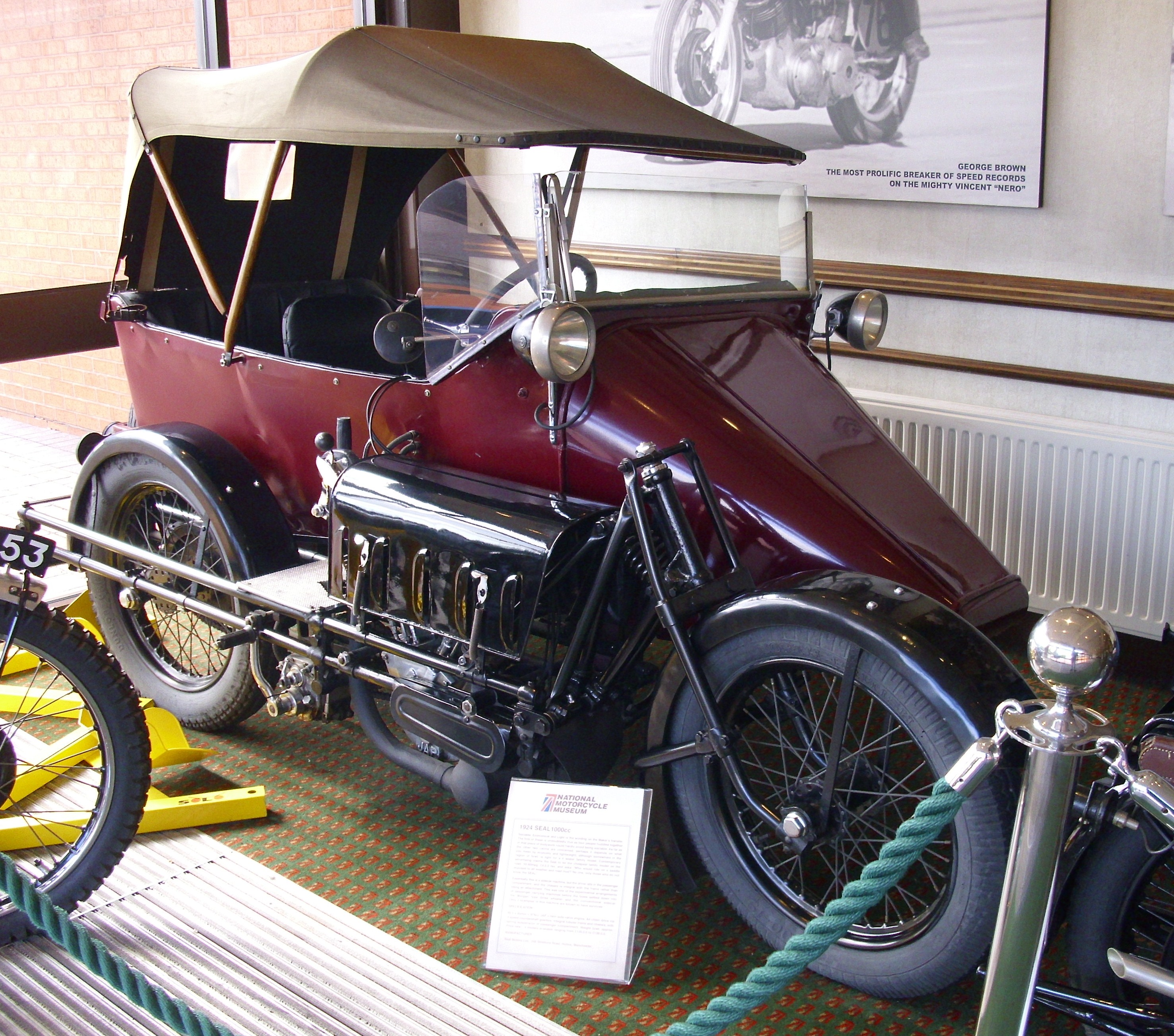
Seal von 1924

Haynes Economy Motors Ltd., zuvor Seal Motors Ltd. und Haynes & Bradshaw, war ein britischer Hersteller von Motorrädern und Automobilen.

## Unternehmensgeschichte
J. Haynes und C. A. Bradshaw gründeten 1906 in Manchester das Unternehmen Haynes & Bradshaw zur Produktion von Motorrädern. Ab 1912 entstanden Automobile. Der Markenname lautete zunächst Seal. 1920 erfolgte eine Umfirmierung in Seal Motors Ltd. und 1933 in Haynes Economy Motors Ltd. Ab etwa 1928 wurde der Markenname Progress verwendet. 1936 endete die Produktion.

## Automobile
Im Angebot standen Dreiräder. Im Prinzip waren es Motorräder mit Seitenwagen, die allerdings aus dem Beiwagen heraus gelenkt wurden. Die Einbaumotoren fast aller Modelle kamen von J.A.P. Zwischen 1912 und 1914 trieb ein V2-Motor mit 770 cm³ Hubraum und 6 PS Leistung das Fahrzeug an. Ab 1914 war ein größerer Motor mit 980 cm³ Hubraum und 8 PS Leistung erhältlich. Die Motorleistung wurde mittels einer Kette übertragen. Das Getriebe hatte drei Gänge. 1920 und 1921 hatte das Fahrzeug Kardanantrieb. Ab dieser Zeit standen zwei-, drei- und viersitzige Karosserien im Angebot, wobei der Sociable der Dreisitzer und der Family der Viersitzer war. 1924 endete die Pkw-Produktion zunächst.
1923 kam eine Lieferwagen-Variante auf den Markt. Etwa 1928 wurde die Konstruktion dahingehend geändert, dass der Fahrer neben der Ladefläche saß. Zur Wahl standen ausnahmsweise ein Motor von Villiers mit 343 cm³ Hubraum sowie zwei J.A.P.-Motoren mit 680 und 980 cm³ Hubraum. 1932 folgte ein gewöhnliches Dreirad mit vorderem Einzelrad. Ein V2-Motor mit 680 cm³ Hubraum oder alternativ ein Einzylindermotor war oberhalb des Vorderrades montiert und trieb dieses über eine Kette an. Von diesem Modell entstanden auch einige Pkw, deren Motoren 980 cm³ Hubraum hatten.
1936 stellte das Unternehmen ein winziges vierrädriges Gefährt im Stile des Rytecraft her. Ein Motor von Villiers mit 196 cm³ Hubraum ermöglichte eine Höchstgeschwindigkeit von 16 km/h. Es ist nicht sicher, ob dieses Modell als Progress vermarktet wurde.
Ein erhalten gebliebenes Dreirad von 1924 steht im National Motorcycle Museum in Solihull.